# لیو لیژه
لیو لیژه (انگلیسی: Liu Lizhe؛ زادهٔ ۲۸ سپتامبر ۱۹۷۵) جودوکار زن اهل چین بود. وی در بازی‌های المپیک تابستانی ۱۹۹۶ شرکت کرده‌است.